# Клуб Вінкс: Чарівна пригода
«Клуб Вінкс: Чарівна пригода» (італ. Winx Club — Magica Avventura) — італійський 3D-стереоскопічний повнометражний мультфільм. Фільм вийшов на екрани кінотеатрів 21 жовтня 2010 року в Україні, 29 жовтня в Італії та деяких інших країнах, у той час, як дати виходу мультфільму на екрани в інших країнах значно пізніше.
Rainbow S. P. A. анонсували виробництво мультфільму ще на Licensing Expo 2008. Пізніше він був анонсований восени 2010 під назвою «Чарівна пригода» (італ. Magica Avventura, англ. Magical Adventure), 10-хвилинний проморолик був показаний на Гіффонському міжнародному фестивалі в липні. Згодом прем'єра була перенесена на 21 жовтня.

## Сюжет
Дія відбувається десь у відрізку між 7-й і 24-й серіями 4-го сезону серіалу (Вінкс вже володіють силою Белівікс, але Набу ще живий). Алфея святкує початок нового навчального року, коли вечірку переривають підступні Трікс. Вінкс доводиться без Блум боротися з відьмами, яким вдається вкрасти для відьом-прародительок чарівний компас, який повинен привести їх до Древа Життя.
Тим часом Блум на Доміно переживає найкращі моменти свого нового життя принцеси. Їй дуже подобається своє нове життя, хоча іноді королівська свита виявляє надто багато турботи. Батьки подарували їй прекрасну білу конячку Пег, а Скай нарешті зробив Блум пропозицію. Але батько Ская, колишній король Ерендору, забороняє синові одружитися з принцесою Доміно, розповівши про страшне прокляття. Король Орітел обурений, і виганяє Ская з Доміно, а для Блум призводить принців з усіх куточків чарівного вимірювання, щоб вона вибрала собі чоловіка. Скай маскується під одного з них і намагається все пояснити, але Орітел не бажає нічого слухати, і Скай змушений тікати. Блум разом з подругами з Клубу Вінкс відправляється в Гардинію, але тут вони відчувають, що їх піксі загрожує небезпека, і феї несподівано знесилюють.
Тим часом з допомогою Трікс стародавні відьми знайшли Дерево Життя, яке містить позитивні й негативні сторони магії. З допомогою потужного заклинання вони порушують цей баланс і забирають всю хорошу енергію з Магікса, фей залишають їх сили. Однак, на подив давніх відьом, дерево продовжує насилу рости. Вони згадують про те, що колись віддали невелику частину позитивної енергії Ерендору. Блум і її друзі змушені знову протистояти відьмам, вже стали уособленням зла.
Фільм покаже, чи зможуть феї Вінкс знайти спосіб, щоб відновити баланс в Чарівному вимірі, в чому ж секрет, що розділяє Ская і Блум, і переживе їх любов нове випробування.

## Список композицій
1. Tutta la Magia del Cuore
2. Believix
3. Insopportabile Alchimia
4. Per Sempre
5. Due Destini in volo
6. Fatto Apposta Per Me
7. Supergirl
8. Mentre il mondo Gira
9. Irraggiung
10. Big boy
11. Ora sei libertà

## Дати виходу
| Країна          | Дата виходу            |
| --------------- | ---------------------- |
| Росія           | 21 жовтня 2010         |
| Україна         | 21 жовтня 2010         |
| Туреччина       | 29 жовтня 2010         |
| Італія          | 29 жовтня 2010         |
| Болгарія        | 4 лютого 2011          |
| Португалія      | 31 березня 2011        |
| Франція         | 6 квітня 2011          |
| Нідерланди      | 7 квітня 2011          |
| Бельгія         | 7 квітня 2011          |
| Австралія       | 5 травня 2011          |
| Німеччина       | 5 травня 2011          |
| Литва           | 5 травня 2011          |
| Естонія         | 10 травня 2011         |
| Латвія          | 16 травня 2011         |
| Польща          | 1 червня 2011          |
| Фінляндія       | 2 червня 2011          |
| Швеція          | 9 червня 2011          |
| Данія           | 10 червня 2011         |
| Австрія         | 10 червня 2011         |
| Ізраїль         | 21 липня 2011          |
| Словенія        | 19 жовтня 2011         |
| Сербія          | 20 жовтня 2011         |
| Норвегія        | 20 жовтня 2011         |
| Греція          | 20 жовтня 2011         |
| Іспанія         | 18 листопада 2011      |
| Польща          | 2 грудня 2011          |
| Китай           | 8 грудня 2011          |
| Японія          | 2011                   |
| Філіппіни       | 2011                   |
| Нідерланди      | 4 квітня 2012          |
| Бельгія         | 18 квітня 2012         |
| Канада          | Червень 2012           |
| Ірландія        | Липень чи серпень 2012 |
| США             | Серпень 2012           |
| Велика Британія | Серпень 2012           |

## Медіапідтримка і супутні товари
Одночасно з прем'єрою однойменного мультфільму Rainbow запустили лінійку продуктів за мотивами «Winx Club 3D. Чарівна пригода»:
1. Журнал «Чарівна пригода Winx Club 3D» + лялька Winx в подарунок
2. Альбом для наклейок «Чарівна пригода Winx Club 3D»
3. Набір наклейок «Чарівна пригода Winx Club 3D»
4. Набір карток «Чарівна пригода Winx Club 3D»